# ريكاردو غودوي
ريكاردو بيو بيريز غودوي  (إسبانية: Ricardo Pío Pérez Godoy) (و. 9 يونيو 1905 - ت. 26 يوليو 1982) كان جنرالا في الجيش البيروفي وشن انقلاباً في يوليو 1962، ورأس المجلس العسكري لأقل من سنة حتى مارس 1963 بعد الإطاحة به من قبل نيكولاس ليندلي.